# 伊塔蒂 (科連特斯省)
27°16′S 58°15′W / 27.267°S 58.250°W

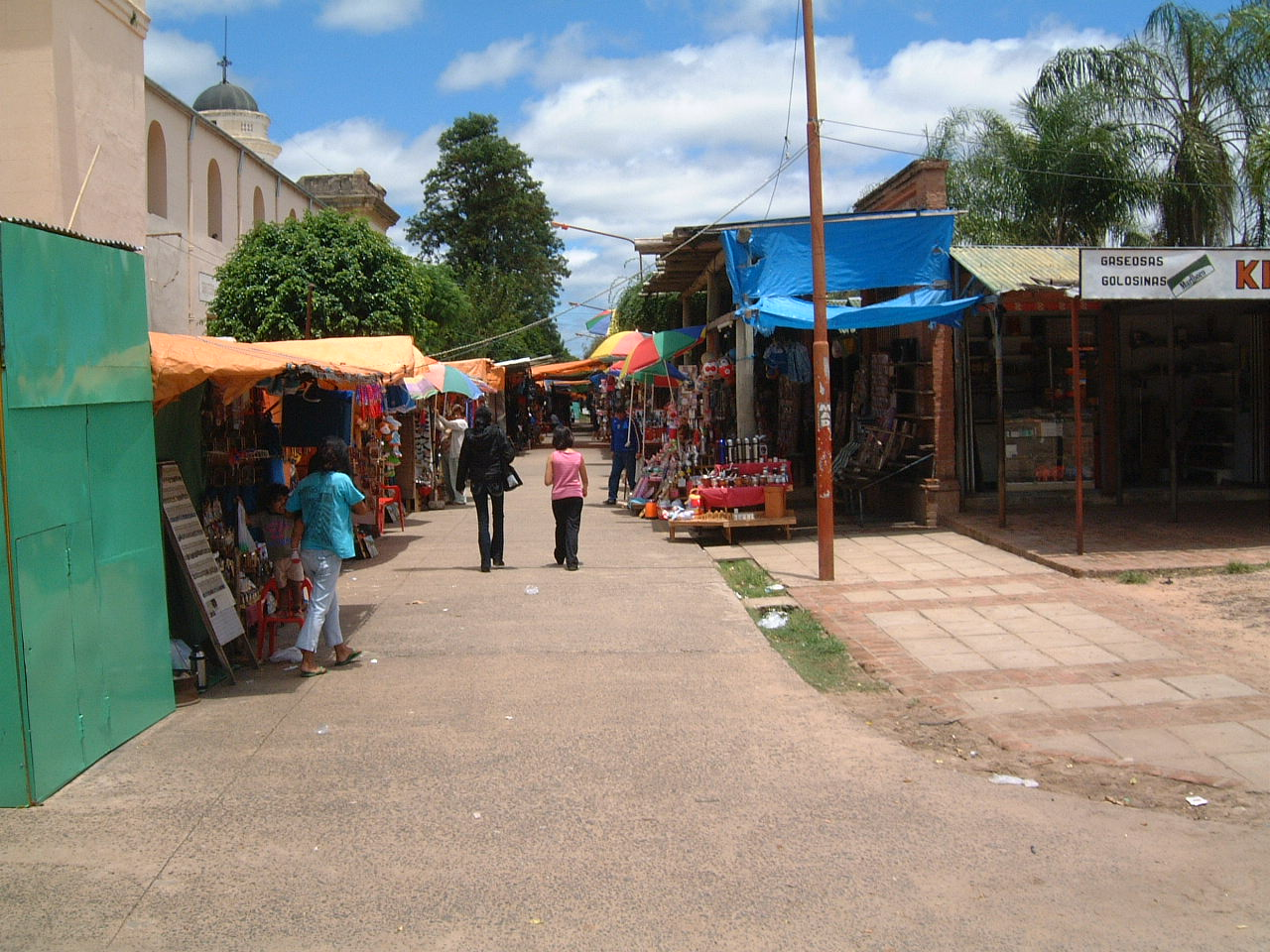
伊塔蒂

伊塔蒂（西班牙語：Itatí），是阿根廷的城鎮，位於該國北部科連特斯省，是伊塔蒂縣的首府，距離科連特斯68公里，始建於1615年，主要經濟活動是旅遊業，2010年人口6,562。